# Giuseppe Rocca
Giuseppe Rocca (Frattamaggiore, 28 luglio 1947) è uno sceneggiatore, regista teatrale e cinematografico italiano.

## Biografia

### Formazione e didattica
Nel 1971 si è laureato in lettere moderne all'Università degli studi di Lecce, con una tesi in Estetica sulle teorie del montaggio filmico di Ejzenštejn (pubblicata negli annali dell'Università Lupiense), e abilitato in Storia dell'arte, si è poi diplomato in regia, nel 1975 (studiando con Orazio Costa, Ruggero Jacobbi, Giorgio Pressburger, Andrea Camilleri, Luca Ronconi) all'Accademia nazionale d'arte drammatica, dove è stato (fino al novembre 2014) titolare della cattedra di Storia dello spettacolo.
Ha studiato sceneggiatura con Ugo Pirro (di cui è stato anche assistente), Giorgio Arlorio, Linda Seger, Christopher Vogler, Jurgen Wolf, Linda Palmer, Dara Marks, Rachel Ballon. 
Ha collaborato a lungo con il Centro studi sul Teatro medioevale e rinascimentale e con il Mittelfest di Cividale del Friuli. Ha lavorato alla radio, come regista e autore di radiodrammi originali. È stato recensore teatrale per l'edizione napoletana di Paese Sera. Si è a lungo occupato di spettacolarità e cerimonialità folklorica collaborando con l'Archivio etno-linguistico-musicale della Discoteca di Stato, l'Istituto di tradizioni popolari della Sapienza e la cattedra di Antropologia culturale dell'Università di Salerno.
Ha insegnato, inoltre, Storia e tecnica della regia (Accademia di belle arti di Napoli), Letteratura poetica e drammatica e Arte scenica nei conservatori; sceneggiatura alla Nuova Università del Cinema e della Televisione (NUCT), Drammaturgia all'Accademia internazionale d'arte drammatica del Teatro Quirino e Analisi del testo drammaturgico nel Master in Critica giornalistica e in quello in Drammaturgia e sceneggiatura, organizzati dall'Accademia nazionale d'arte drammatica. Collabora con la cattedra di Storia del teatro della facoltà di Scienze della comunicazione del Pontificio Ateneo Salesiano.

### Il caso Moro
Nel 2003, con Giovanni Fasanella, Giuseppe Rocca pubblica per Einaudi il saggio "Il misterioso intermediario", che indaga su alcuni aspetti ancora irrisolti del rapimento e l'assassinio di Aldo Moro. Vi si ricostruisce la biografia, a tratti oscura, del celebre direttore di orchestra Igor Markevitch, probabile mediatore nelle trattative per la liberazione dello statista e, insieme, sul ruolo dei servizi segreti inglesi nella vicenda.
Nel 2015 viene ripubblicato da Chiarelettere in una versione ampliata "La storia di Igor Markevic". 

### Il Viotti Festival
All'interno della manifestazione Viotti Festival, Giuseppe Rocca ha scritto e diretto "Un amichevole amore", in cui una nobildonna inglese (interpretata da Milena Vukotic) ripercorre la vita di Giovanni Battista Viotti, grande violinista e compositore piemontese.

### Collaborazioni con la Rai
Ha svolto le seguenti collaborazioni esterne con la Rai a partire dal 1973:
Per Rai 1 ha scritto:
- L'ultima notte di Ercolano insieme a B.Giordani ed E.Ravel
- L'istoria di Tore 'e Criscienzo (4 puntate).

Tra i numerosi radiodrammi da lui scritti e diretti (per Radio2 o Radio3):
- ”Tempore pestis. Non aperiatur” (Premio Italia Speciale,'83)
- "Comincia il processo per stregaria contro Clara Segnorini, contadina..." (in collaborazione con Carlo Ginzburg, '78).
- Nel cerchio stregato, presentato al Prix Futura, Berlino'83.
- "In corpore antiquo" (in collaborazione con Michele Sovente, musiche originali di Francesco Pennisi, presentato al Premio Italia '90).
- Finisterrae: da Napoli all'Europa sulla via di San Giacomo ('87, registrato in Galizia, nel Paese Basco e nelle valli occitaniche del Piemonte).
- Cicalata sui musici erranti (musiche Pasquale Scialò; presentato al Premio Italia, ‘91).
- Orpheus Ascending (‘94, per la BBC di Londra in collaborazione con Piers Plowright, che ne ha diretto la realizzazione).
- Il filosofo e gli scimmioni (su Giambattista Vico; collaborazione di Biagio de Giovanni).
- Ludus dei tre Re e di Erode (da testi medievali; musiche originali di Francesco Pennisi).
- Aci, il fiume (solo regia; testi e musica di Francesco Pennisi).
- Novella con Figure (testi poetici di Marina Mariani).
- Pentamerone di G.B.Basile (Premio Marulic ‘97, Hvar Croazia);

In questi e in radiodrammi di altri autori, ha lavorato con attori quali Milena Vukotic, Regina Bianchi, Marina Confalone, Anna Proclemer, Anna Bonaiuto, Rita Savagnone, Fiorenza Marchegiani, Arnoldo Foà, Renato De Carmine, Nanni Loy, Achille Millo, Peppe Barra, Giustino Durano, Leopoldo Mastelloni e molti altri.

### Ricerche demologiche
Negli anni settanta e ottanta ha compiuto ricerche antropologiche (su spettacolarità folklorica e religiosità popolare) in collaborazione con la Discoteca di stato, il Museo nazionale delle arti e tradizioni popolari, le cattedra di Etnomusicologia della Sapienza (prof. Diego Carpitella) e di Antropologia di Salerno (prof.ssa Annabella Rossi).

## Filmografia

### Sceneggiatore
- Una lingua tagliata, scritta con Aurelio Castelfranchi, Premio Solinas (1988)
- Il bambino che impazzì d'amore, Premio Solinas (1991)
- L'Harmonie de cristal, Le Manuscript de Vercorin, Svizzera (1993)
- Il diavolo va e viene, Premio Moravia (1993)
- Il mondo alla rovescia (1996)
- Il resto di niente, regia di Antonietta De Lillo (2005)
- Il sorteggio - Film tv, regia di Giacomo Campiotti (2010)
- Fuoco su Napoli, dal romanzo omonimo di Ruggero Cappuccio (2015)

### Regista
- Lontano in fondo agli occhi (2000)

## Teatrografia
- La morte di Danton di Büchner (Roma, Teatro Politecnico, '75)
- Dittico di Erode, Laudi perugine del Duecento (Viterbo, Chiostro del Paradiso, ‘83; Centro Studi sul Teatro Medioevale e Rinascimentale)
- Le farse cavajole (da testi cinquecenteschi, Roma Teatro Valle '86 con Marina Pagano e Antonio Casagrande; '87 e '88: 2ª e 3ª ripresa con Mario Scarpetta, Concetta Barra e Angela Pagano; anche regia).
- O di uno o di nessuno di Pirandello ('87 Napoli, Teatro Cilea, con Achille Millo e Marina Pagano).
- Marcia Reale (Compagnia Il Sole e la Luna, regia di Cristina Donadio,'88 Festival delle Ville Vesuviane).
- Ludus dei tre re e di Erode, musiche originali di F.Pennisi ('88, Roma, Università di Tor Vergata, con Mario Scaccia).
- "Sona, sona" (Nuova Compagnia di Canto Popolare, '89 Festival delle Ville Vesuviane).
- Bastiano e Bastiana di Mozart, dir. René Clemencic ('91,Mittelfest, Cividale del Friuli).
- “Misterium Passionis et Resurrectionis", dir. René Clemencic ('91, Mittelfest).
- Gli Amori di Leopoldo e Nannella ('91, Festival delle Ville Vesuviane, regia di Marco Parodi, con Angela Pagano, Rino Marcelli, Vincenzo Salemme).
- Il Padre, il Sorcio e lo Spirito Santo (Dionysia Festival internazionale di drammaturgia, Veroli '95, pubblicato su Ridotto, a.XLV, n.12, dicembre 95; anche regia; con Lunetta Savino, Carlo Cerciello, Imma Villa).
- La forza che le idee hanno da sole di C.Tomasetig ('95, Mittelfest) con Paolo Bonacelli.
- Il poeta incatenato ('95, Spoleto, San Salvatore, con Milena Vukotic e Roberto Erlitzka)
- Der Jasager (Quello che dice sì ) di Brecht-Weill (‘96,Terni, Teatro Verdi).
- Aucassin et Nicolette, cantafavola del XIII sec. (‘96, Terni, Teatro Verdi).
- Montale ha cent'anni (‘96, Spoleto, Teatro Nuovo) con Gino Paoli, Giusi Saija, Alvaro Piccardi, Rosamaria Tavolucci e Massimo Foschi.
- Noli me tangere (Mittelfest ‘97, Cividale del Friuli, regia di Sabrina Morena, con Anna Bonaiuto e Gabriele Benedetti).
- Il viso di ciascuno è una piccola geografia di Attila Joszef (‘97, Mittelfest).
- A ferri corti con la vita di Carlo Michelstaedter (‘97, Mittelfest).
- La serva scaltra intermezzi di A.Hasse ('98 Terni, Auditorium).
- Il Pastor Fido di Haendel ('99, Terni)
- Sant'Alessio (‘00, Anagni)
- Microcommedie (‘03, Mittelfest, Cividale del Friuli)
- Pazzia di Orlando di G.A.Cicognini (‘03, Roma, Teatro Politecnico)
- Un amichevole amore (13 novembre ‘04, Vercelli, Teatro Comunale, anche regia; con Milena Vukotic; musiche di G.B.Viotti; Orchestra della Camerata Ducale diretta da Guido Rimonda).
- Traduzione e adattamento in forma di monologo di La storia del soldato di Ramuz e Strawinski; direttore Luigi Nordio, voce narrante Milena Vukotic (Vicenza, ‘05).
- El retablo de Maese Pedro di M. de Falla ('05, Roma, Palazzo della Cancelleria)
- Traduzione e adattamento di Cuore di Tenebra di Conrad (Palermo, Kalsart, ‘06).
- Traduzione della Elena di Euripide (anche regia; Trieste, Teatro Romano, ‘07 con Vladimir Luxuria). Una nuova versione della traduzione è stata approntata per la regia di Alvaro Piccardi, in scena al Festival dei due mari (maggio-giugno ‘11, Tindari e Taormina-Giardini Naxos).
- La più forte di J.A. Strindberg (2013 e 2015: Roma, Teatro Keiros; 2015: Napoli, Teatro Elicantropo; Campobasso/Ferrazzano, Teatro del Loto).

## Pubblicazioni
- La storia di Igor' Markevič, scritto con G. Fasanella, Milano, Chiarelettere, '14.
- Il misterioso intermediario. Igor' Markevič e il caso Moro, scritto con Giovanni Fasanella, Einaudi, Torino, '03.
- Lo scheletro e la carne in Script n.5. Roma ‘94.
- Paesaggio con figure in Drammaturgia Italiana Vivente, Ediz. Politecnico, Roma ‘93.
- Scusate: posso sognare unariforma goldoniana della sceneggiatura? in Script n.4. Roma ‘93.
- Dare tempo al tempo: L'eredità di Eduardo in Alfabeto Urbano: Terra di Teatro, n7, ‘87.
- Tre rimedi contro il freddo- La nascita della metafora in “Natale in casa Cupiello”. (‘85) in F.C.Greco (a cura di) Eduardo e Napoli, Eduardo e l'Europa, Università di Napoli-ESI, Napoli,     '93. Ripubblicato in A. Lezza-A.Acanfora-C.Lucia (a cura di) Antologia teatrale, Liguori Editore, Napoli, '15.
- Per una prima mappa socio-antropologica del teatro popolare in Quaderni del Centro Etnografico delle Isole Campane, n.I, '88.
- Le saette di fuoco: sulle scaltrezze delle ingenue immagini in Santi e Santini, Guida, Napoli, ‘85.
- I pupi napoletani in Fonti Orali, n.2-3, agosto-dicembre ‘83.
- Lettura della “Fabula de Orfeo” in Origini del dramma Pastorale Europeo, Centro Studi sul Teatro Medievale e Rinascimentale, Viterbo, '85.
- Tempore pestis - Non aperiatur, Guida, Napoli, ‘83.
- Resoconto di un'esperienza teatrale ad Acri in Teatro Popolare e Cultura Moderna, Vallecchi, Firenze, ‘78.
- La morte di Danton: dal testo alla messinscena in Annali-Studi Tedeschi, Istituto Orientale, Napoli, ‘76.
- La teoria del montaggio nell'esperienza artistica e teorica di S.M.Ejzenštein in Annali dell'Università Lupiense, Ed. Salentina, Galatina, ‘73.

È stato per quattro anni recensore teatrale su Paese Sera (Edizione di Napoli);
ha collaborato con il Corriere della Sera (Edizione di Napoli) e con la rivista Studi Romani.

## Riconoscimenti
- 1983: Prix Italia per il radiodramma "Tempore Pestis- Non aperiatur"
- 1989: Premio Solinas per "Una lingua tagliata"
- 1991: Premio Solinas per "Il bambino che impazzì d'amore"
- 1993: Premio Moravia per "Il diavolo va e viene"
- 1993: Le manuscript de Vercorin (Svizzera) per "L'harmonie de cristal"
- 1997: Prix Marulic (Croazia) per "Gagluso" dal "Pentamerone" di Basile.
- 2005: Premio Flaiano per la sceneggiatura di Il resto di niente di Antonietta De Lillo.
- 2006: Premio Bufalino per la sceneggiatura di Il resto di niente di Antonietta De Lillo.
- 2001: Cittadinanza Onoraria di Sant'Agata dei Goti (28 luglio 2001).